# Blokkeren (schaken)
Met blokkeren (we spreken ook van obstructie, een blokkade of soms plomberen) wordt in het schaakspel bedoeld het afsluiten van een veld, lijn of diagonaal zodat een (vijandelijk) stuk in zijn beweging wordt beperkt. Een speler kan ook onbedoeld zijn eigen stukken blokkeren.

## Vrijpion blokkeren
In het schaken wordt dit woord gebruikt om aan te geven dat een vrijpion in zijn opmars naar het promotieveld door een schaakstuk tegengehouden wordt. Hiervoor wordt meestal een paard gebruikt, soms een loper maar zelden een toren of de dame. Het veld voor de pion, waarop het blokkerend stuk staat, wordt het blokkadeveld genoemd. Aaron Nimzowitsch heeft hierover het boek "Die Blockade" geschreven.
In het eerste diagram staat wit gunstig, want hij heeft een pluspion en bovendien een vrijpion op c5. De laatst gespeelde zet van zwart is ...Pc6. Hiermee blokkeert hij de vrijpion. Wit moet nu eerst het zwarte paard verwijderen of wegjagen anders kan de pion niet promoveren. Hij heeft de verkeerde loper en hij kan het paard dus alleen met een toren aanvallen. Zolang het paard voldoende gedekt wordt, zou het slaan van het paard met de toren kwaliteitsverlies betekenen.

## Blokkade vijandelijke pionnen
Soms is het noodzakelijk twee pionnen te blokkeren, zoals in het tweede diagram te zien is. De paarden op d4 en e5 verhinderen de zwarte pionnen door te lopen. Bij analyse van de stelling blijkt dat zwart weinig kan doen terwijl de witte koning, nu een sterk stuk, veel bewegingsvrijheid heeft.

## Eigen stukken geblokkeerd
Een bepaald schaakstuk kan zodanig door zijn eigen stukken omgeven zijn, dat het niet verplaatst kan worden. In de beginstelling van een partij blokkeren de pionnen de koning, de dame, de loper en de toren. Het is daarom belangrijk in de opening met beleid pionnen op te spelen om ruimte te scheppen om de stukken te ontwikkelen.
Door het, al dan niet gedwongen door de tegenstander, blokkeren van de eigen stukken kunnen gevaarlijke situaties ontstaan. De stelling in het derde diagram is voor wit funest: zijn koning wordt door zijn eigen stukken geblokkeerd en de zwartspeler beëindigt de partij met één zet. We spreken in dat geval van stikmat.